# Joachim Håkansson
Joachim Håkansson, född 1964 i Kristianstad och uppvuxen i Olofström, med sina tre äldre syskon, mor och far. Hans far var egen företagare och köpman. Håkansson var chefsrektor vid Stagneliusskolan i Kalmar mellan åren 2004 och 2010, kommunfullmäktigeledamot i Kalmar kommun och vice ordförande i kultur- och fritidsnämnden (FP).
Efter fullgjorda studier vid Uppsala universitet åren 1985–89 inledde han sin yrkesbana vid Katedralskolan i Uppsala, men sedan år 1990 är han bosatt i Kalmar. Han är gift med Helena Swahn Håkansson sedan 1989 och de har tillsammans fyra barn. Samtliga barn har studerat vid Stagneliusskolan.
Håkansson är inköpare av offentlig konst i Kalmar kommun sedan 1994. 
Håkansson erhöll utmärkelsen Högskolans pedagogiska pris år 1997.
Sedan 2010 är Joachim Håkansson förbundschef i Kalmarsunds Gymnasieförbund och lämnade i samband med tillträdet samtliga politiska förtroendeuppdrag, och är därefter politisk obunden.
Joachim Håkansson är känd för sitt engagemang inom svensk travsport. Han är aktiv styrelseledamot i sydöstra Sveriges travsällskap och delägare i flera travhästar. Mest framgångsrik är Ekets Patrik som tränas av Per Lennartsson.